# The Slime Diaries
The Slime Diaries (яп. 転スラ日記 転生したらスライムだった件 тэнсура никки тэнсэй ситара сураиму датта кэн) — спин-офф манга Сибы и снятое на её основе аниме на основе ранобэ Фусэ «О моём перерождении в слизь». Манга выполнена в формате ёнкомы и выходит в журнале Monthly Shōnen Sirius с марта 2018 года. Аниме было снято студией 8-Bit, его премьера прошла в апреле 2021 года.

## Сюжет
The Slime Diaries посвящена повседневной жизни героев «О моём перерождении в слизь». После того как Римуру переродился в ином мире и начал строить свою нацию, каждый день что-нибудь случается. Ему приходится решать множество вопросов, касающихся обустройства Темпеста: где и что можно достать или как создать предметы с необходимыми свойствами, а также как просто хорошо провести время с друзьями.

## Медиа

### Манга
Оригинальное ранобэ публиковалось Фусэ на сайте пользовательских публикаций Shōsetsuka ni Narō с 20 февраля 2013 года по 1 января 2016 года. Серия была приобретена для печати издательством Micro Magazine, которое выпустило первый том ранобэ с иллюстрациями Миц Ва 30 мая 2014 года. С 26 марта 2015 года иллюстратор Таики Каваками выпускает адаптацию оригинальной истории в виде манги в сёнэн-журнале Monthly Shonen Sirius издательства Коданся.
На его основе было создано несколько спин-офф манг, включая четырёхпанельную комедийную мангу The Slime Diaries: That Time I Got Reincarnated as a Slime (яп. 転スラ日記 転生したらスライムだった件 тэнсура никки тэнсэй ситара сураиму датта кэн) под авторством Сибы. Она выходит с марта 2018 года в журнале Monthly Shonen Sirius.
Ёнкома была лицензирована для выхода на английском языке, но только в цифровом виде. Её выпуском занимается компания Vertical.
| Список томов The Slime Diaries: That Time I Got Reincarnated as a Slime | Список томов The Slime Diaries: That Time I Got Reincarnated as a Slime | Список томов The Slime Diaries: That Time I Got Reincarnated as a Slime | Список томов The Slime Diaries: That Time I Got Reincarnated as a Slime |
| №                                                                       | Дата публикации                                                         | ISBN                                                                    |                                                                         |
| ----------------------------------------------------------------------- | ----------------------------------------------------------------------- | ----------------------------------------------------------------------- | ----------------------------------------------------------------------- |
| 1                                                                       | 28 сентября 2018 года                                                   | ISBN 978-4-06-512744-5                                                  |                                                                         |
| 2                                                                       | 29 марта 2019 года                                                      | ISBN 978-4-06-514857-0                                                  |                                                                         |
| 3                                                                       | 8 ноября 2019 года                                                      | ISBN 978-4-06-517464-7                                                  |                                                                         |
| 4                                                                       | 9 июля 2020 года                                                        | ISBN 978-4-06-519725-7                                                  |                                                                         |
| 5                                                                       | 31 марта 2021 года                                                      | ISBN 978-4-06-522559-2                                                  |                                                                         |

### Аниме
Оригинальное произведение было экранизировано. Вместе с анонсом его второго сезона было объявлено о том, что спин-офф тоже получит аниме-сериал. Изначально его показ должен был начаться в январе 2021 года, но он был отложен из-за пандемии COVID-19 на апрель 2021 года. Производством занимается студия Eight Bit, режиссёром стал Юдзи Икухара, сценаристом — Котацумикан, дизайнерами персонажей — Риса Такаи и Ацуси Ириэ, а композитором — R.O.N.. Озвучиванием персонажей занимаются те же сэйю, что и в оригинальном сериале. Начальную тему сериала «Brand new diary» исполнила Аканэ Кумада.
Серии The Slime Diaries не складываются в цельную историю, а вместо этого состоят из двух-трёхминутных зарисовок, повествующих как о практичных вопросах, таких как создание кухонного ножа или новой одежды для Римуру, так и раскрывающих второстепенных персонажей, например, отношения между Бэнимару и его сестрой.
| Список серий аниме | Список серий аниме                                                              | Список серий аниме         | Список серий аниме | Список серий аниме  |
| № серии            | Название                                                                        | Режиссёр(ы)                | Сценарист(ы)       | Трансляция в Японии |
| ------------------ | ------------------------------------------------------------------------------- | -------------------------- | ------------------ | ------------------- |
| 1                  | Жители города магверей «Мамоно но мати но дзю:нин-тати» (魔物の町の住人たち)    | Синтаро Инокава            | Котацумикан        | 6 апреля 2021       |
| 2                  | Пахнет весной и… «Хару но ку:ки то» (春の空気と)                                | Косукэ Хирота              | Котацумикан        | 13 апреля 2021      |
| 3                  | Лето в Джуре «Дзюра но нацу» (ジュラの夏)                                       | Син Тосака Хироси Тамада   | Котацумикан        | 20 апреля 2021      |
| 4                  | Пляжный день «Мидзуги дэ итинити» (水着で１日)                                  | Юсукэ Ямамото              | Котацумикан        | 27 апреля 2021      |
| 5                  | И снова летний фестиваль «Сайгэн нацу мацури» (再現ナツマツリ)                  | Син Тосака                 | Котацумикан        | 4 мая 2021          |
| 6                  | Всё меняется! «Уцуроикавару» (うつろいかわる)                                   | Сигэру Фукасэ              | Котацумикан        | 11 мая 2021         |
| 7                  | Княжна тьмы пришла! «Мао: га кита!» (魔王が来た！)                              | Синтаро Инокава            | Котацумикан        | 18 мая 2021         |
| 8                  | Урожайная осень «Минори но аки» (みのりの秋)                                    | Кадзуо Миякэ               | Котацумикан        | 25 мая 2021         |
| 9                  | Приход зимы «Фую но отодзурэ» (冬のおとずれ)                                    | Рё Накамура                | Котацумикан        | 1 июня 2021         |
| 10                 | Снежные покровы страны магверей «Мамоно но мати но юкигэсё» (魔物の町の雪化粧)  | Нориёси Сасаки             | Котацумикан        | 8 июня 2021         |
| 11                 | Где же Санта-Клаус? «Санта куро:су ва доко ни иру» (サンタクロースはどこにいる) | Кадзуо Миякэ Мунэнори Нава | Котацумикан        | 15 июня 2021        |
| 12                 | Наслаждаемся Новым годом «Сёгацу о манкицу» (正月を満喫)                        | Сигэру Фукасэ              | Котацумикан        | 22 июня 2021        |

## Критика
Серии состоят из коротких зарисовок, каждая из которых завершается какой-либо комедийной репликой. Все сцены лёгкие и комедийные, в произведении отсутствует даже минимальная драма. Аниме фокусирается на будничных аспектах оригинала.
Основной проблемой премьерного показа аниме стало то, что оно транлировалось в период между двумя курами второго сезона «О моём перерождении в слизь». Этот сезон крайне мрачен по своему настроению, и некоторые зрители могут испытавать существенный дискомфорт, наблюдая за тем, как персонажи, пару недель назад беспощадно убивавшие сотни и тысячи людей, теперь в новом сериале ведут себя беззаботно и невинно.